# Вендиш-Риц
Вендиш-Риц (нем. Wendisch Rietz) — община в Германии, в земле Бранденбург.
Входит в состав района Одер-Шпре. Подчиняется управлению Шармютцельзе.  Население составляет 1406 человек (на 31 декабря 2010 года). Занимает площадь 25,07 км².
| Год  | Население |
| ---- | --------- |
| 2005 | 1410      |
| 2010 | 1421      |